# プレミア (たばこ)
プレミア（PREMIER）は、日本たばこ産業（JT）から製造・販売されているたばこの銘柄のひとつである。かつてはR.J.レイノルズ・タバコ・カンパニーが製造していた。RJR時代から「臭いの少なさ」を売りとしており、JTに移管された後もその特長は引き継がれ、2006年3月よりD-spec製品となった。
プレミア・ワンがJTに移管され、国内産になり「フィルターが軟らかくなり、吸い応えが弱くなった」という苦情があり（さくらんぼの商品ページには苦情を寄せた人のコメントが掲載されている）、2回商品改良が行われている。1回目は2006年初頭にフィルターをやや固めにし、2回目は2007年12月に吸い応えが高められている（1回目の変更はパッケージ裏面に、2回目はボックストップに明記されていた）。それにより、頭打ちだった人気は徐々に回復していたが、同じバニラフレーバーのキャスター・ワンがD-spec化したことやマイルドセブン・ディースペック・ワンの発売などにより存在意義が薄れ2011年3月での販売終了が決定した。